# Aphidinae
Aphidinae — підродина напівтвердокрилих комах родини Справжні попелиці (Aphididae). Харчуються рослинними соками. Налічується близько 170 родів і 2000 видів.